# Carlo Villano
Carlo Villano (Cápua, 25 de agosto de 1969) é um bispo católico italiano, bispo de Pozzuoli e Ischia desde 20 de junho de 2023.

## Biografia
Nasceu em Cápua, sede arquiepiscopal da província de Caserta, em 25 de agosto de 1969..

### Formação e ministério sacerdotal
Após concluir o ensino médio, concluiu sua formação sacerdotal no Pontifício Seminário Inter-regional "São Luís", em Posillipo..
Em 29 de junho de 1995, foi ordenado sacerdote na Catedral de São Paulo em Aversa por Dom Lorenzo Chiarinelli.
Obteve o bacharelado e a licenciatura em Teologia pela Pontifícia Faculdade Teológica da Itália Meridional – Seção São Luís Gonzaga, em Posillipo. Formou-se em filosofia pela Universidade de Nápoles Federico II e, em 2013, doutorou-se em teologia moral pela Academia Alfonsiana de Roma com a tese "Significado e Verdade: Implicações Éticas da Filosofia de Donald Davidson"..
De 1996 a 1999, atuou como vigário paroquial na paróquia de San Michele Arcangelo, em Aversa. Em 1999, o Arcebispo Mario Milano o nomeou pároco da paróquia de San Luca Evangelista, em Varcaturo, no município de Giugliano, na Campânia. Em 2013, foi nomeado pároco da paróquia de São Filipe e São Tiago, em Aversa, pelo Bispo Angelo Spinillo. O próprio Bispo Spinillo, em 2021, o nomeou pároco in solidum da paróquia de São Filipe e São Tiago, em Aversa (juntamente com o padre Antonio Fabozzi, que foi simultaneamente nomeado moderador)..
Ocupou diversos cargos na diocese: de 2010 a 2017, foi diretor do Escritório de Comunicação Social; de 2015 a 2018, foi diretor do colégio Innico Caracciolo, anexo ao seminário episcopal de Aversa; e, a partir de 2018, foi capelão da subseção UNITALSI de Aversa. Desde 2017, é membro do Conselho Presbiteral e do Colégio de Consultores, atuando também como Vigário Episcopal para o Setor da Caridade e Sociedade dos Homens.
Em 2019, o Bispo Angelo Spinillo o escolheu como contato da Diocese de Aversa para a proteção de menores e pessoas vulneráveis. Após uma longa carreira no mundo do Escotismo, em 2020 foi nomeado assistente eclesiástico nacional para o Ramo Rover/Scolte da Agesci..

### Ministério Episcopal
Em 3 de julho de 2021, o Papa Francisco o nomeou Bispo Auxiliar de Pozzuoli e Bispo Titular de Sorres. Em 19 de setembro, recebeu a ordenação episcopal na Piazza Antonio De Curtis, em Monterusciello, do Bispo Gennaro Pascarella, tendo como coconsagradores os Bispos Angelo Spinillo e Francesco Marino..
Em 20 de junho de 2023, o mesmo pontífice o nomeou Bispo de Pozzuoli e Ischia, sede unidos in persona episcopi. Ele sucede a Gennaro Pascarella, que renunciou ao atingir o limite de idade. Tomou posse da diocese de Pozzuoli em 19 de setembro e da de Ischia em 23 de setembro.